# Joakim Brodén
Joakim "Jocke" Brodén (nacido el 5 de octubre de 1980) es un cantante y compositor sueco-checo; vocalista principal, tecladista y guitarrista ocasional de la banda de power metal Sabaton. Él y el bajista Pär Sundström formaron la banda en 1999.

## Primeros años
Su padre es de Suecia y su madre de la República Checa, por lo que tiene doble ciudadanía. Dijo que se inclinó a la afición por el metal cuando tenía cinco o seis años debido al vídeo musical de "We're Not Gonna Take It" de Twisted Sister.

## Carrera
Fundó Sabaton en 1999 con el bajista Pär Sundström; es el vocalista y tecladista principal y también a veces toca la guitarra.
Se le conoce por llevar un inusual chaleco con placas de metal cuando toca con Sabaton, similar a un chaleco antibalas.
En 2015, hizo una apuesta con sus compañeros de banda que lo comprometieron a viajar al próximo concierto de Sabaton a pie; había olvidado que su siguiente compromiso era en Trondheim (Noruega).
El 26 de noviembre de 2016, entró en el concurso de canto de Český slavík en la República Checa y fue votado en el quinto lugar con 9.286 puntos. Al año siguiente ingresó de nuevo, pero fue retirado de la competencia debido a una nueva regla de que los competidores tenían que realizar principalmente en la República Checa.
El 11 de octubre de 2019, cantó en colaboración con Babymetal, banda idol japonesa de heavy metal, kawaii metal y j-pop, la canción Oh! Majinai, del álbum Metal Galaxy de la banda.